# Lo frate 'nnamorato
Lo frate 'nnammorato és una òpera en dos actes de Giovanni Battista Pergolesi, amb llibret de Gennaro Antonio Federico. S'estrenà al Teatro dei Fiorentini de Nàpols el 27 de setembre de 1732.
El 1732 fou nomenat mestre de capella del príncep Stigliano Colonna, un dels nobles més importants de la ciutat. Fou llavors quan compongué l'òpera bufa Lo frate 'nnammorato que incloïa un intermezzo sense títol del qual no es conserva la música, i, gràcies a l'èxit que tingué, fou representada també al Teatro San Bartolomeo.